# Paperino fornaretto di Venezia
Paperino fornaretto di Venezia è una storia a fumetti Disney di Osvaldo Pavese e Giovan Battista Carpi, pubblicata per la prima volta su Topolino n. 428 del 9 febbraio 1964. È una parodia del dramma Il fornaretto di Francesco Dall'Ongaro.

## Trama dell'opera
La storia, abbastanza semplice, narra del solito Paperone che, grazie al suo ascendente economico, schiavizza il nipote Paperino, in questo caso facendolo lavorare al suo forno. Quando l'antenata di Brigitta, però, si associa, ignara delle loro vere intenzioni, ad un gruppo di pirati saraceni in tutto simili ai Bassotti, arrivano i guai: prima Paperone costringe il nipote a lavorare al forno di giorno e di guardia alla cassaforte di notte, quindi perde tutti i suoi averi a causa del nipote addormentato per la stanchezza, per poi finalmente recuperarli di nuovo grazie alla sbadataggine del nipote.